# یواس‌اس لنزداون (دی‌دی-۴۸۶)
یواس‌اس لنزداون (دی‌دی-۴۸۶) (به انگلیسی: USS Lansdowne (DD-486)) یک کشتی بود که طول آن ۳۴۸ فوت ۴ اینچ (۱۰۶٫۱۷ متر) بود. این کشتی در سال ۱۹۴۲ ساخته شد.